# Râu Sadului
Râu Sadului (in ungherese Riuszád) è un comune della Romania di 620 abitanti, ubicato nel distretto di Sibiu, nella regione storica della Transilvania.